# Anisodes binocellaria
Anisodes binocellaria är en fjärilsart som beskrevs av Herrich-Schäffer 1855. Anisodes binocellaria ingår i släktet Anisodes och familjen mätare. Inga underarter finns listade i Catalogue of Life.